# Orlík nad Vltavou
Orlík nad Vltavou település Csehországban, Píseki járásban. Orlík nad Vltavou Probulov, Kožlí, Nevězice, Lety, Kovářov, Králova Lhota és Kostelec nad Vltavou településekkel határos. Lakosainak száma 290 fő (2024. január 1.).

## Népesség
A település lakosságának változását az alábbi diagram mutatja:
| Lakosok száma | 860  | 851  | 737  | 561  | 369  | 288  | 290  | 280  | 266  | 290  |
|               | 1869 | 1900 | 1921 | 1961 | 1980 | 2011 | 2016 | 2019 | 2021 | 2024 |